# Arado Ar 396
Arado Ar 396 – niemiecki samolot szkolno-treningowy z okresu  II wojny światowej. Kontynuacja samolotu Arado Ar 96.

## Historia
W 1943 r. Arado, wspólnie z francuską firmą SIPA, przystąpiło do rozwoju Arado Ar 96. Zakładano zbudowanie trzech prototypów wyposażonych w silnik Argus As 411 A-1. Początkowo rozważano montaż przedniego koła podwozia, zrezygnowano z tego z uwagi na wątpliwości co do zachowania się samolotu podczas kołowania, startu i lądowania.
Zakładano, że powstanie wersja Ar 393 A-1 przeznaczona do szkolenia pilotów myśliwskich. Samoloty miały być uzbrojone w karabin maszynowy MG 17, dostosowane do przenoszenia dwóch bomb o wagomiarze 50 kg oraz wyposażone w celownik kolimatorowy. Wersja Ar 396 A-2 miała służyć do szkolenia w lotach bez widoczności. Oblot nastąpił 29 grudnia 1944 roku. Do produkcji seryjnej został wdrożony jako SIPA S.10. Po zastosowaniu silników Renault zbudowano wersje S.11, S.12 i S.121.

## Wersje samolotuAr 396
- Ar 396A-1 – do treningu wyższego pilotażu oraz jako jednomiejscowy do szkolenia strzeleckiego
- Ar 396A-2 – nieuzbrojony, do szkolenia w lotach bez widoczności